# Militärmuseum Peking

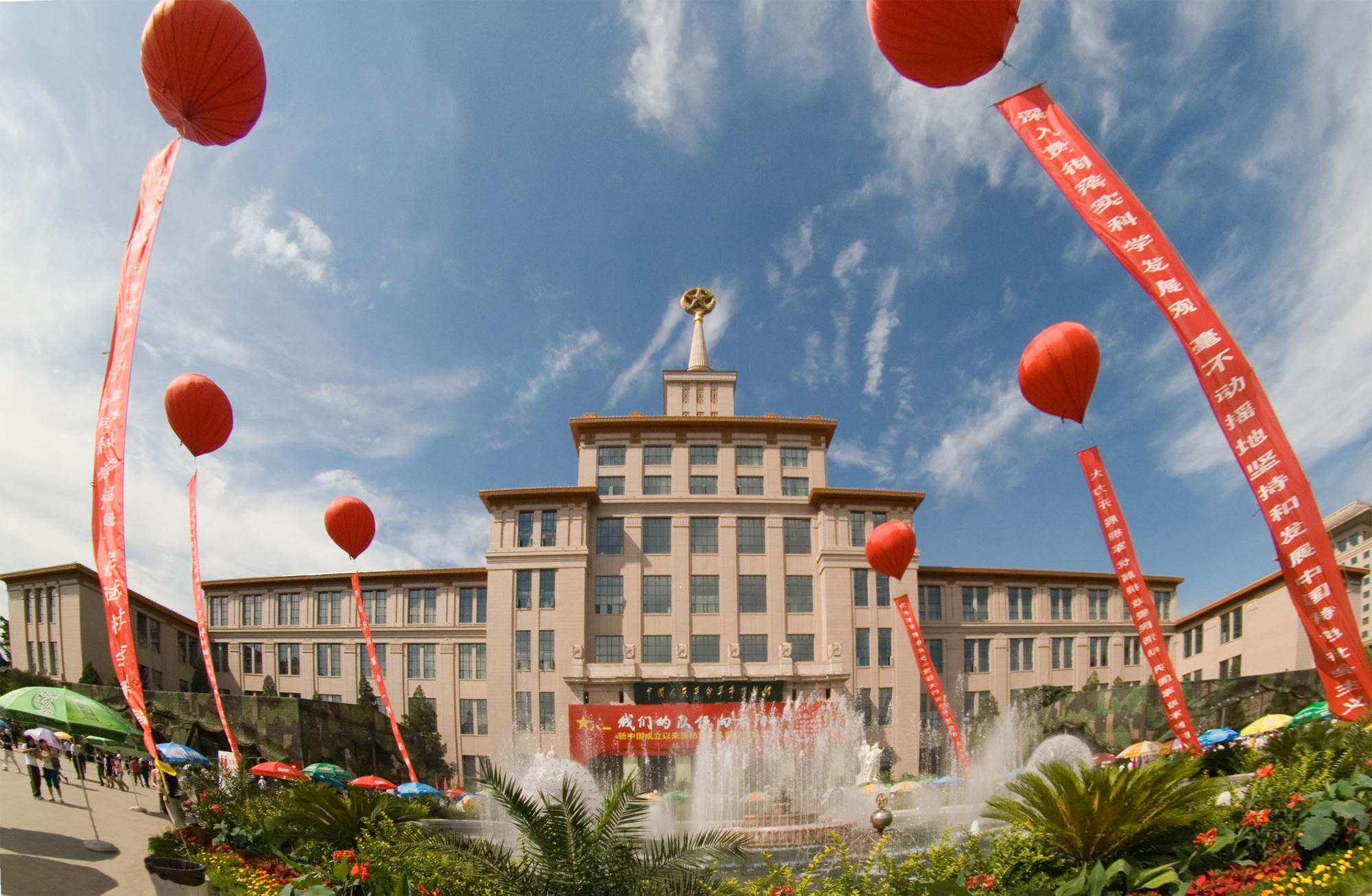
Das Museum im August 2007

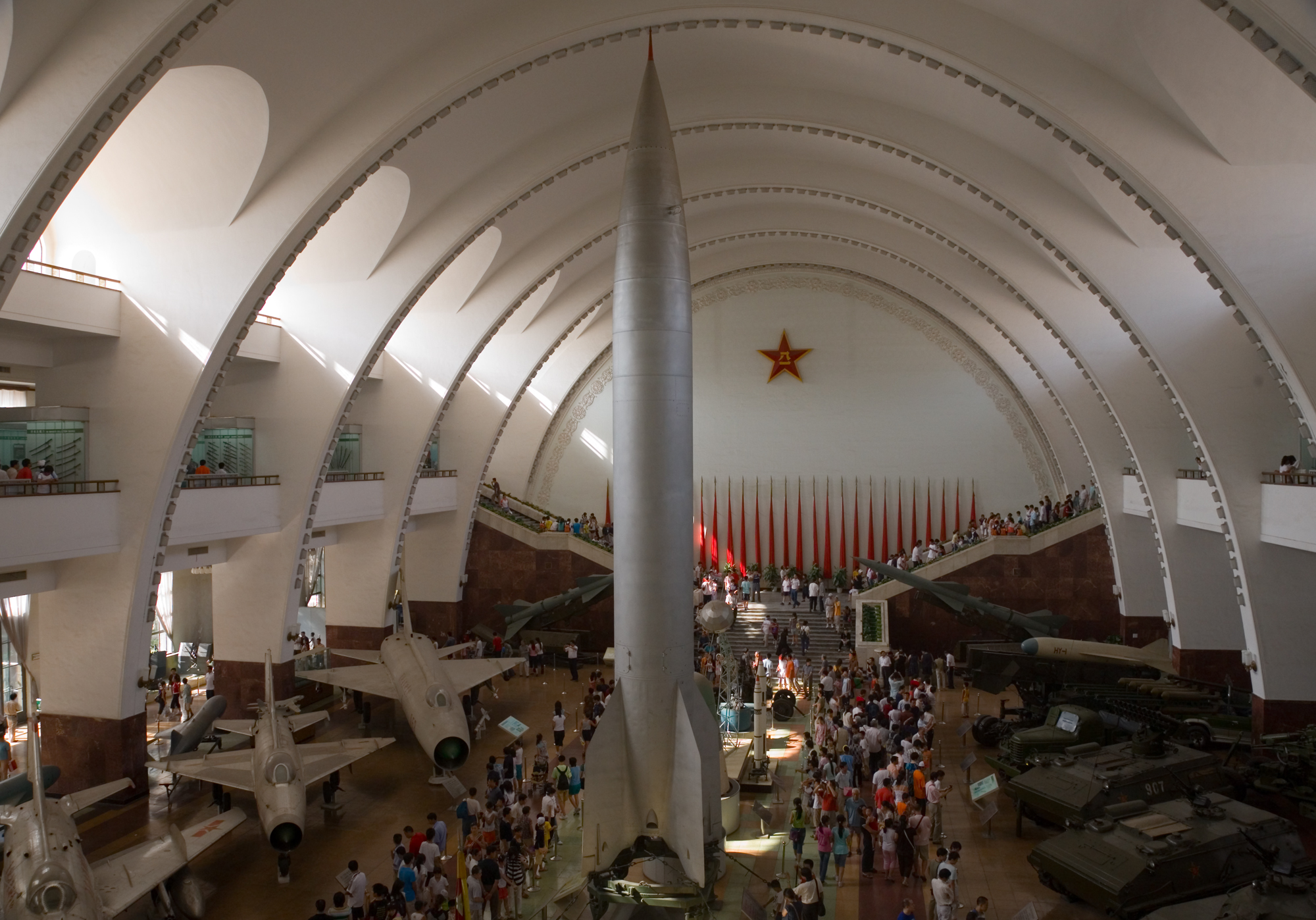
Die Haupthalle des Museums mit der Rakete Dongfeng 1 in der Bildmitte

Das Militärmuseum Peking, auch Militärmuseum der chinesischen Volksrevolution (chinesisch 中国人民革命军事博物馆, Pinyin Zhōngguó rénmín gémìng jūnshì bówùguǎn) ist das größte und wichtigste Militärmuseum in der Volksrepublik China.

## Beschreibung
Es wurde in den 1950er-Jahren unter dem Chefarchitekten Zhang Kaiji im für die damalige Zeit typischen Stil des Sozialistischen Klassizismus („Zuckerbäckerstil“) als eines der „Zehn Großen Gebäude“ (“十大建筑”; Pinyin: Shí Dà Jiànzhù) zum zehnten Gründungstag der Volksrepublik 1959 in der chinesischen Hauptstadt erbaut und ist seit dem 1. August 1960 der Öffentlichkeit zugänglich. Das Museum besteht aus zwei dreistöckigen Flügeln und einem siebengeschossigen Mittelbau auf dem als Spitze das Emblem der chinesischen Volksbefreiungsarmee thront. Es gibt neun Ausstellungshallen, einen Filmvorführungssaal und zwei Freiplätze. Das Museum ist in acht Abteilungen untergliedert und beherbergt insgesamt ca. 130.000 Exponate, die größtenteils aus dem 20. Jahrhundert stammen. Folgende Themenbereiche werden gezeigt: Nordexpedition, Bauernkrieg, Widerstandskrieg gegen die japanische Aggression, Nationaler Befreiungskrieg, Waffensammlung, Frühe Kriege und Moderne Kriege. Ausgestellt werden Waffen aller Art, darunter Panzer, Flugabwehrgeschütze, Stalinorgeln und andere Gegenstände, von Maos Öllampe während des Langen Marsches bis zur Rakete gleichen Namens. Das Museum wird täglich von über 30.000 Menschen besucht. Es ist über die gleichnamige U-Bahn-Station zu erreichen und befindet sich im Pekinger Westen im Distrikt Haidian in der Fuxing-Straße Nr. 9, im Süden des Yuyuantan-Parks.